# Sechstagerennen von Antwerpen

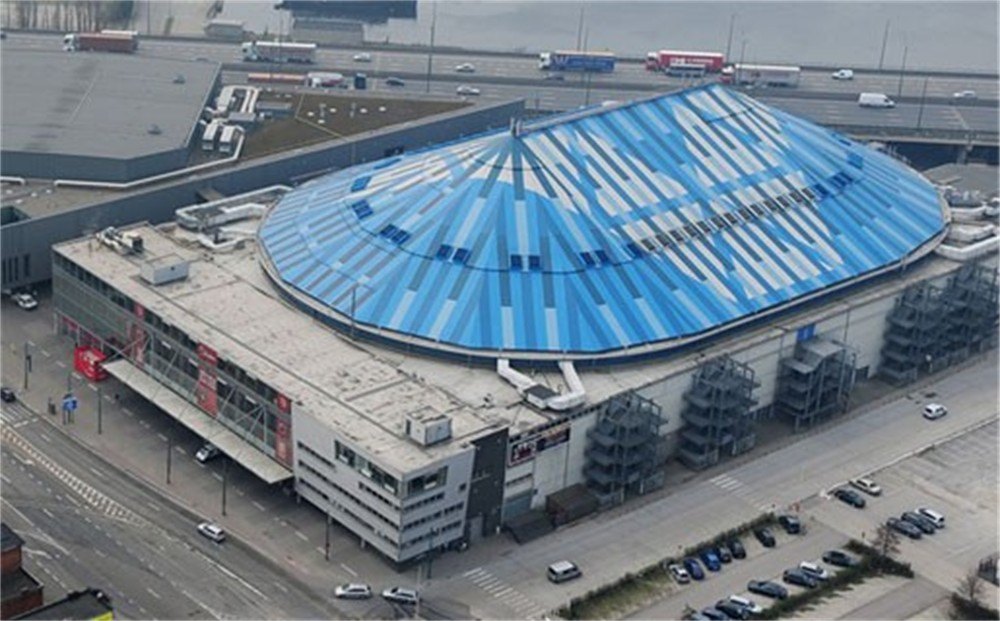
Sportpaleis Antwerpen

Das Sechstagerennen von Antwerpen war ein Wettbewerb im Bahnradsport in der belgischen Stadt Antwerpen. Das Sechstagerennen wurde 1934 zum ersten Mal veranstaltet und fand bis 1994 statt. Es hatte 52 Ausgaben.

## Geschichte
Das Sechstagerennen wurde auf der Radrennbahn im Sportpaleis Antwerpen im Stadtteil Merksem ausgetragen. Die Bahn bestand aus Holz und war ursprünglich 132 Meter lang. Nach einem Umbau 1968 betrug die Länge 250 Meter. Bis 1973 wurde das Sechstagerennen von Dreiermannschaften bestritten.

## Palmarès
| Jahr   | Sieger                                                  |
| ------ | ------------------------------------------------------- |
| 1994   | Etienne De Wilde – Jens Veggerby                        |
| 1993   | Etienne De Wilde – Konstantin Chrabzow                  |
| 1992   | Constant Tourné – Jens Veggerby                         |
| 1991   | Etienne De Wilde – Rudy Dhaenens                        |
| 1990   | Etienne De Wilde – Eric Vanderaerden                    |
| 1988   | Etienne De Wilde – Constant Tourné                      |
| 1987   | Danny Clark – Etienne De Wilde                          |
| 1983   | René Pijnen – Constant Tourné                           |
| 1982   | Patrick Sercu – Roger De Vlaeminck                      |
| 1981   | René Pijnen – Alfons De Wolf                            |
| 1980   | René Pijnen – Roger De Vlaeminck – Wilfried Peffgen     |
| 1979   | René Pijnen – Albert Fritz – Michel Vaarten             |
| 1978   | Danny Clark – Freddy Maertens                           |
| 1977   | Patrick Sercu – Freddy Maertens                         |
| 1976   | Patrick Sercu – Eddy Merckx                             |
| 1975   | Patrick Sercu – Eddy Merckx                             |
| 1974   | Patrick Sercu – Eddy Merckx                             |
| 1973   | René Pijnen – Leo Duyndam – Gerard Koel                 |
| 1972   | René Pijnen – Leo Duyndam – Theo Verschueren            |
| 1971   | René Pijnen – Peter Post – Leo Duyndam                  |
| 1970   | Peter Post – René Pijnen                                |
| 1969   | Peter Post – Patrick Sercu – Rik Van Looy               |
| 1968   | Emile Severeyns – Sigi Renz – Theo Verschueren          |
| 1967   | Peter Post – Jan Janssen – Fritz Pfenninger             |
| 1966   | Peter Post – Jan Janssen – Fritz Pfenninger             |
| 1965   | Peter Post – Jan Janssen – Klaus Bugdahl                |
| 1964   | Peter Post – Noël Foré – Fritz Pfenninger               |
| 1963   | Rik Van Steenbergen – Leo Proost – Palle Lykke          |
| 1962   | Peter Post – Rik Van Looy – Oscar Plattner              |
| 1961   | Peter Post – Rik Van Looy – Willy Vannitsen             |
| 1960   | Peter Post – Gerrit Schulte – Jan Plantaz               |
| 1959-2 | Peter Post – Gerrit Schulte – Klaus Bugdahl             |
| 1959-1 | Jo de Roo – Noël Foré                                   |
| 1958   | Rik Van Steenbergen – Reginald Arnold – Emile Severeyns |
| 1957   | Ferdinando Terruzzi – Reginald Arnold – Willy Lauwers   |
| 1956   | Stan Ockers – Rik van Steenbergen – Jean Roth           |
| 1955   | Stan Ockers – Rik van Steenbergen                       |
| 1954   | Gerrit Schulte – Gerard Peters                          |
| 1953   | Oscar Plattner – Achiel Bruneel                         |
| 1952   | Alfred Strom – Reginald Arnold                          |
| 1951   | Alfred Strom – Reginald Arnold                          |
| 1950   | Rik Van Steenbergen – Achiel Bruneel                    |
| 1949   | Gerrit Schulte – Gerrit Boeijen                         |
| 1948   | René Adriaenssens – Albert Bruylandt                    |
| 1947   | Achiel Bruneel – Omer De Bruycker                       |
| 1940   | Gerrit Schulte – Gerrit Boeijen                         |
| 1939   | Albert Buysse – Albert Billiet                          |
| 1938   | Albert Buysse – Albert Billiet                          |
| 1937   | Jan Pijnenburg – Frans Slaats                           |
| 1936   | Alfred Haemerlinck – Camiel Dekuysscher                 |
| 1935   | Learco Guerra – Adolphe Van Nevele                      |
| 1934   | Jan Pijnenburg – Cor Wals                               |